# هیپرون
هیپرون‌ها (Hyperons) گروهی از ذرات بنیادی متعلق به ردهٔ باریونها هستند، که جرمشان از جرم نوترون بیشتر ولی طول عمرشان بسیار کوتاه است. تمام باریونهایی که نوکلئون نیستند هیپرون نام دارند. ولی چون همه هیپرون‌ها به نوکلئونها واپاشیده می‌شوند، می‌توان آنها را همچون نوکلئونهای برانگیخته فرض کرد. برای هر هیپرون یک پادذره وجود دارد.